# Sistema 49
Sistema 49 (System 49) fue el diseño de transbordador espacial soviético que siguió al cancelado Spiral y que precedió al concepto MAKS.
El orbitador habría tenido una masa de 13 toneladas y habría sido capaz de poner 4 toneladas en órbita, que transportaría dentro de una bodega de carga de 27 m³ de capacidad (6,0 x 2,8 x 1,6 m).
El Sistema 49 tenía la misma disposición que Spiral: el cohete propulsor y el orbitador habrían viajado a lomos de un Antonov An-124. La combinación de orbitador y cohete propulsor habría pesado unas 200 toneladas y habría sido lanzado desde unos 10 km de altura y a una velocidad de Mach 0,7.
La primera etapa del cohete habría usado oxígeno líquido y queroseno como propelentes, que alimentarían dos motores NK-43. La segunda etapa utilizaría un único motor RD-57M alimentado por oxígeno líquido e hidrógeno líquido.
La flexibilidad proporcionada por un lanzamiento aéreo habría permitido alcanzar órbitas de entre 120 y 1000 km de altura y de entre 45 y 94 grados de inclinación orbital.
El orbitador habría llevado un único tripulante y consumibles suficientes para una estancia en órbita de entre 5 y 12 horas. La nave estaba diseñada para ser reutilizada unas 100 veces.
Aunque el diseño era factible, la nula escalabilidad del sistema hizo que el concepto fuese desechado, abriendo las puertas al diseño Bizan.

## Especificaciones
- Tripulación: 1
- Masa: 13 000 kg
- Carga útil: 4000 kg